# Pépoaza traquet
Neoxolmis rubetra
Espèce
Statut de conservation UICN

 LC  : Préoccupation mineure
Le Pépoaza traquet (Neoxolmis rubetra) est une espèce de passereaux de la famille des Tyrannidae.

## Distribution
Cet oiseau vit à l'ouest de l'Argentine (de la province de Mendoza à celle de Santa Cruz) et migre l'hiver à l'ouest de l'Uruguay.

## Systématique
Cette espèce est monotypique selon la classification de référence du Congrès ornithologique international (version 9.1, 2019). Malgré tout, certaines bases de données considèrent le Pépoaza de Salinas (Xolmis salinarum), classé par le Congrès ornithologique international comme une espèce à part entière à la suite de travaux de Nores & Yzurieta publiés en 1979, comme une sous-espèce de Xolmis rubetra, sous le nom de Xolmis rubetra salinarum.